# Ármin Hegedűs
Ármin Hegedűs (5. října 1869, Szécsény, Rakousko-Uhersko – 2. července 1945, Budapešť, Maďarsko) byl významným představitelem budapešťské architektonické scény. V roce 1896 založil spolu s Henrikem Böhmem ateliér, ve kterém společně pracovali. Hegedűs ovlivněn maďarskou a wagnerovskou secesí a jeho společnou tvorbu s Böhmem lze charakterizovat jako monumentální historismus.
Ármin Hegedűs je také autorem Tureckého bankovního domu (Török bankház), který se nachází v centru Budapešti. Kromě toho nechal zbudovat řadu (především lázeňských) staveb na území dnešního Slovenska.

## Vybrané práce
- Irma - balneoterapie (s Henrikem Böhmem), Piešťany, Kúpeľný ostrov 4, 1909-1912
- Thermia Palace (s Henrikem Böhm), Piešťany, Kúpeľný ostrov 12, 1909-1912
- Lázeňská budova Pro Patria (s Henrikem Böhm), Piešťany, Kúpeľný ostrov 18, 1915-1916